# Achim Brötel
Achim Brötel (* 9. September 1963 in Heilbronn) ist ein deutscher Jurist und Kommunalpolitiker (CDU).
Er war von 1999 bis 2005 Bürgermeister der Stadt Buchen (Odenwald) und ist seit September 2005 Landrat des Neckar-Odenwald-Kreises. Brötel ist seit dem 10. September 2024 Präsident des Deutschen Landkreistags (DLT).

## Studium und juristischer Werdegang
Nach dem Abitur 1982 am Burghardt-Gymnasium in Buchen (Odenwald) absolvierte er den 15-monatigen Grundwehrdienst beim damaligen Panzergrenadierbataillon 362 in Walldürn.
Das Studium der Rechtswissenschaften (1983–1988) in Würzburg und Heidelberg schloss er 1988 mit der Ersten juristischen Staatsprüfung an der Universität Heidelberg ab.
1990 promovierte er bei Jochen Abr. Frowein an der Juristischen Fakultät der Universität Heidelberg. 1991 wurde ihm für seine Dissertation der Ruprecht-Karls-Preis der Stiftung Universität Heidelberg verliehen.
Die zweite juristische Staatsprüfung legte er 1992 in Stuttgart ab.
Als Zivilrichter beim Amtsgericht Tauberbischofsheim trat er im Februar 1992 in den höheren Justizdienst des Landes Baden-Württemberg ein. Im Februar 1993 wechselte er zur Staatsanwaltschaft Mosbach und war dort als Jugendstaatsanwalt tätig. Im November 1993 wurde er an das Justizministerium Baden-Württemberg in Stuttgart abgeordnet. Als Referent und stellvertretender Referatsleiter war er bis 1997 im Bereich Personal, Organisation und Haushalt tätig. Neben dieser Tätigkeit wurde er 1994 zum Prüfer im Ersten juristischen Staatsexamen an der Universität Heidelberg bestellt. Diese Prüfertätigkeit übte er bis Ende 2003 aus.
Im April 1997 wurde Brötel zum Richter auf Lebenszeit ernannt und als wissenschaftlicher Mitarbeiter sowie persönlicher Referent des damaligen Präsidenten Karlmann Geiß an den Bundesgerichtshof in Karlsruhe abgeordnet.

## Politischer Werdegang
Im Oktober 1998 wurde Brötel im ersten Wahlgang mit 66,8 Prozent der Stimmen zum Bürgermeister der Stadt Buchen gewählt. Darüber hinaus zog er bei der Kreistagswahl 1999 in den Kreistag ein. Als stellvertretender Vorsitzender des Kreistags, stellvertretender Fraktionsvorsitzender der CDU-Fraktion und Obmann im Ausschuss für die Gesundheitseinrichtungen wurde er bei der Kreistagswahl 2004 wiedergewählt.
Der Kreistag wählte Brötel schließlich 2005 zum Landrat des Neckar-Odenwald-Kreises. Dieses Amt trat er am 25. September 2005 an. Am 22. Juli 2013 wurde er mit 45 Ja-Stimmen, einer Nein-Stimme und drei Enthaltungen für eine weitere Amtszeit von acht Jahren wiedergewählt. Am 30. Juni 2021 bestätigte der Kreistag ihn für weitere acht Jahre im Amt. Er erhielt von den 48 anwesenden Kreisräten 43 Stimmen.
Seit 2018 ist er Vizepräsident des Landkreistags Baden-Württemberg, in dessen Präsidiums er schon seit 2010 ist. Von 2015 bis 2024 führte Brötel dort im Sozialausschuss Baden-Württemberg den Vorsitz. Ebenso war er Vorsitzender des Sozialausschusses des Deutschen Landkreistags von 2017 bis 2024. Am 10. September 2024 wurde Brötel von der Mitgliederversammlung des Deutschen Landkreistags (DLT) zum Präsidenten gewählt. Dem Präsidium gehörte er bereits seit 2023 an.

## Öffentliche Ämter
In seiner Funktion als Landrat ist er Aufsichtsratsvorsitzender der Neckar-Odenwald-Kliniken gGmbH (seit der Umgründung 2007), Aufsichtsratsvorsitzender der Abfallwirtschaftsgesellschaft des Neckar-Odenwald-Kreises mbH (AWN) und Verwaltungsratsvorsitzender der Kreislaufwirtschaft Neckar-Odenwald, Anstalt des öffentlichen Rechts (KWiN, AöR), sowie Vorsitzender der Touristikgemeinschaft Odenwald e. V.
Darüber hinaus ist er u. a. Vorsitzender
- des Trägervereins der Schlossfestspiele Zwingenberg e. V.
- des Betreuungsvereins Neckar-Odenwald-Kreis e. V.
- des Vereins zur Förderung der Kommunalen Kriminalprävention Sicherer Neckar-Odenwald-Kreis e. V.

Überörtliche Funktionen
- Zweckverband Tierische Nebenprodukte Neckar-Franken (ztn Neckar-Franken): Verbandsvorsitzender (2005)
- Verteilungsausschuss für den Ausgleichstock im Regierungsbezirk Karlsruhe: Mitglied (seit 2010)
- Kommunalverband für Jugend und Soziales Baden-Württemberg (KVJS):
  - Zweiter stellvertretender Vorsitzender der Verbandsversammlung (2019)
  - Mitglied im Forschungsbeirat (2010)
- Verband Region Rhein-Neckar
  - Mitglied der Verbandsversammlung
  - Dritter stellvertretender Vorsitzender des Ausschusses für Regionalentwicklung und -management (2009)
  - Mitglied im Verwaltungsrat
- Kommunale Gemeinschaftsstelle für Verwaltungsmanagement (KGSt)
  - Mitglied im Verwaltungsrat (2017) und in der Personal- und Finanzkommission (2021)
- Deutscher Verein für öffentliche und private Fürsorge e. V.: Mitglied im Hauptausschuss (2015)
- Trägerverein der Badischen Landesbühne: Stellvertretender Vorsitzender (1999)
- Verkehrsverbund Rhein-Neckar (VRN): Mitglied des Verwaltungsrats (2005)
- Zweckverband Verkehrsverbund Rhein-Neckar (ZRN): Mitglied der Verbandsversammlung (2005)
- Naturpark Neckartal-Odenwald e. V.: Vorsitzender (2006)
- Geo-Naturpark Bergstraße-Odenwald: Stellvertretender Vorsitzender (2005)
- Agentur für Arbeit Schwäbisch Hall-Tauberbischofsheim: Mitglied des Verwaltungsausschusses (2005)
- Sparkasse Neckartal-Odenwald: Mitglied des Beirats (2006)
- Energie + Umwelt eG Neckar-Odenwald-Main-Tauber: Mitglied des Aufsichtsrats (2011)
- Verwaltungsgerichtshof Baden-Württemberg: Ehrenamtlicher Richter des Fachsenats für Personalvertretungssachen (2014)

Sonstige Funktionen
- Förderverein der Stadtkapelle Buchen: 1. Vorsitzender (seit 2008)
- Förderverein des Kreiskrankenhauses Buchen e. V.: Beisitzer (1999)
- Stiftung „Bücherei des Judentums Buchen“: Mitglied des Kuratoriums (1999)
- Stiftungsrat Pro DHBW: Mitglied (2005)
- Internationale Joseph-Martin-Kraus-Gesellschaft e. V.: Vorsitzender des Beirats (2006)
- WEISS Technologie Stiftung: Mitglied im Stiftungsrat (2018)

## Persönliches
Brötel ist verheiratet und hat zwei Kinder. Er lebt in Buchen (Odenwald) und ist als „Projektmusiker“ nach wie vor sporadisch aktiv als Musiker in der Stadtkapelle Buchen.